# گلوله آتش
«گلولهٔ آتش» (به انگلیسی: Fireball) آهنگی از پیت‌بول رپر آمریکایی است که در ۲۳ ژوئیه ۲۰۱۴ منتشر شد. این آهنگ بخشی از آلبوم جهانی شدن (به انگلیسی: Globalization) خواهد بود. جان ریان خوانندهٔ آمریکایی پیت بول را در این آهنگ همراهی کرده‌است.